# Kolleg St. Thomas der Dominikaner
Das Kolleg St. Thomas der Dominikaner (KST) ist ein staatlich anerkanntes freies Gymnasium für christliche Mädchen und Jungen in Vechta (Niedersachsen) in Trägerschaft der Dominikaner. Die Schule, deren Ursprünge auf das Jahr 1902 zurückgehen, wird von rund 700 Schülern besucht. Alle Schulabschlüsse sind den an öffentlichen Schulen erworbenen Abschlüssen gleichgestellt.

## Schulgeschichte
Im April 1902 wurde in Vechta das Konvikt St. Josef gegründet. Die Schüler besuchten das staatliche Gymnasium Antonianum. 1908 folgte dann die Eröffnung einer eigenen Ordens- und Missionsschule in Füchtel. Bis 1923 wurde das heutige Hauptgebäude in mehreren Schritten fertiggestellt. Ende 1939 wurde das Kolleg aufgelöst und die Gebäude wurden für Lazarettzwecke durch den Wehrmachtsfiskus beschlagnahmt. Kurz darauf verließen fast alle Schüler und Dominikaner Kloster und Kolleg. Der Oberprima war der Verbleib bis zum Abitur gestattet.
Nach dem Krieg wurde mit dem Bau der Klosterkirche begonnen (1946). Ostern 1947 eröffnete die Schule unter dem heutigen Namen, nicht mehr als berufsbezogene Nachwuchseinrichtung des Ordens, sondern nun als freie Internatsschule. 1954 fanden die ersten Abiturprüfungen nach dem Zweiten Weltkrieg statt. In den 1960er und 1970er Jahren wurden ein neues Konventsgebäude und Erweiterungsbauten für die Schule errichtet. Mit dem Beginn des Schuljahres 1970/71 wurden erstmals externe Schüler aufgenommen. Insgesamt besuchten zu diesem Zeitpunkt 181 Schüler das Kolleg. Im Mai 1990 wurde das Internat geschlossen.
Die Schule hat Fachräume für den Chemie- und Biologieunterricht, einen Multimediaraum und einen Konzerthof.
Im Jahr 2005 belegte die Schule den 46. Platz im bundesweiten Schulranking des Wirtschaftsmagazins Capital.
Seit dem Schuljahr 2006/2007 werden an der bislang reinen Jungenschule auch Mädchen aufgenommen (Koedukation). Die Jungen und Mädchen sollen christlich sein, müssen aber nicht getauft sein. Die Eltern müssen das „grundlegende christliche Menschen- und Weltbild“  sowie den verpflichtenden Religionsunterricht bejahen.
Im Schuljahr 2018/19 wurde die erste Bläserklasse eingerichtet. Seitdem haben die Schülerinnen und Schüler der 5. und 6. Klassen die Möglichkeit, den Musikunterricht im Bläserklassenmodell zu besuchen.

## AGs
Am Kolleg Sankt Thomas gibt es mehrere aktive Arbeitsgemeinschaften. Das 1924 gegründete und 1980 von P. Siegfried Dörpinghaus OP reaktivierte Blasorchester wird heute von Blair Carmichael geleitet. Regelmäßig finden Konzertreisen statt, z. B. nach Newbridge (Irland), Walberberg (bei Köln), Spanien (Caleruega und Barcelona) und Italien (Florenz und Bologna).
Weitere Angebote sind ein DPSG-Stamm, eine Informatik-AG, eine Erste-Hilfe-AG/Sanitäter-AG, drei Chöre und die Ausbildung zum Sanitäter. Außerdem existiert ein Robotik-Projekt unter dem Namen „THOMAS“, bei dem es sich um einen über das Netzwerk ferngesteuerten und selbst fahrenden Roboter auf der Basis von Debian und C++ handelt. Die Sport-AGs werden in enger Zusammenarbeit mit dem Schulsport- und Volleyballverein DJK Füchtel Vechta durchgeführt. Auch die Mitarbeit am schuleigenen Biotop nutzen einige Schüler.--

## Bekannte Lehrer und Absolventen
- Eugen Kogon (1903–1987), Soziologe und Politikwissenschaftler
- Ernst Moritz Roth (1902–1945), Absolvent
- Thaddäus Maria Roth (1902–1945), Absolvent und später Kunstlehrer
- Franziskus Freiherr Heereman von Zuydtwyck (* 1946), Absolvent
- Oliver Hüsing (* 1993), Absolvent
- Stefan Niemeyer (* 1960), Unternehmer und Basketballfunktionär
- Stephan Siemer (* 1961), Klasse 5–10,  Landtagsabgeordneter für Vechta
- Christoph Meyer (* 1966), Historiker und Professor
- Benjamin Kuntz (* 1985), Medizinhistoriker, Gesundheitsforscher und Autor
- André Hüttemeyer (* 1990), Politiker (CDU)